# Monte Colmet
Il Monte Colmet (AFI: [kɔlmɛ]; ufficialmente mont Colmet, in francese - detto anche mont Cormet - 3.020 m s.l.m.) è una montagna delle Alpi della Grande Sassière e del Rutor che si trova in Valle d'Aosta.

## Toponimo
La versione non ufficiale Cormet è frutto di una mutazione consonantica l>r tipica del francoprovenzale.

## Caratteristiche

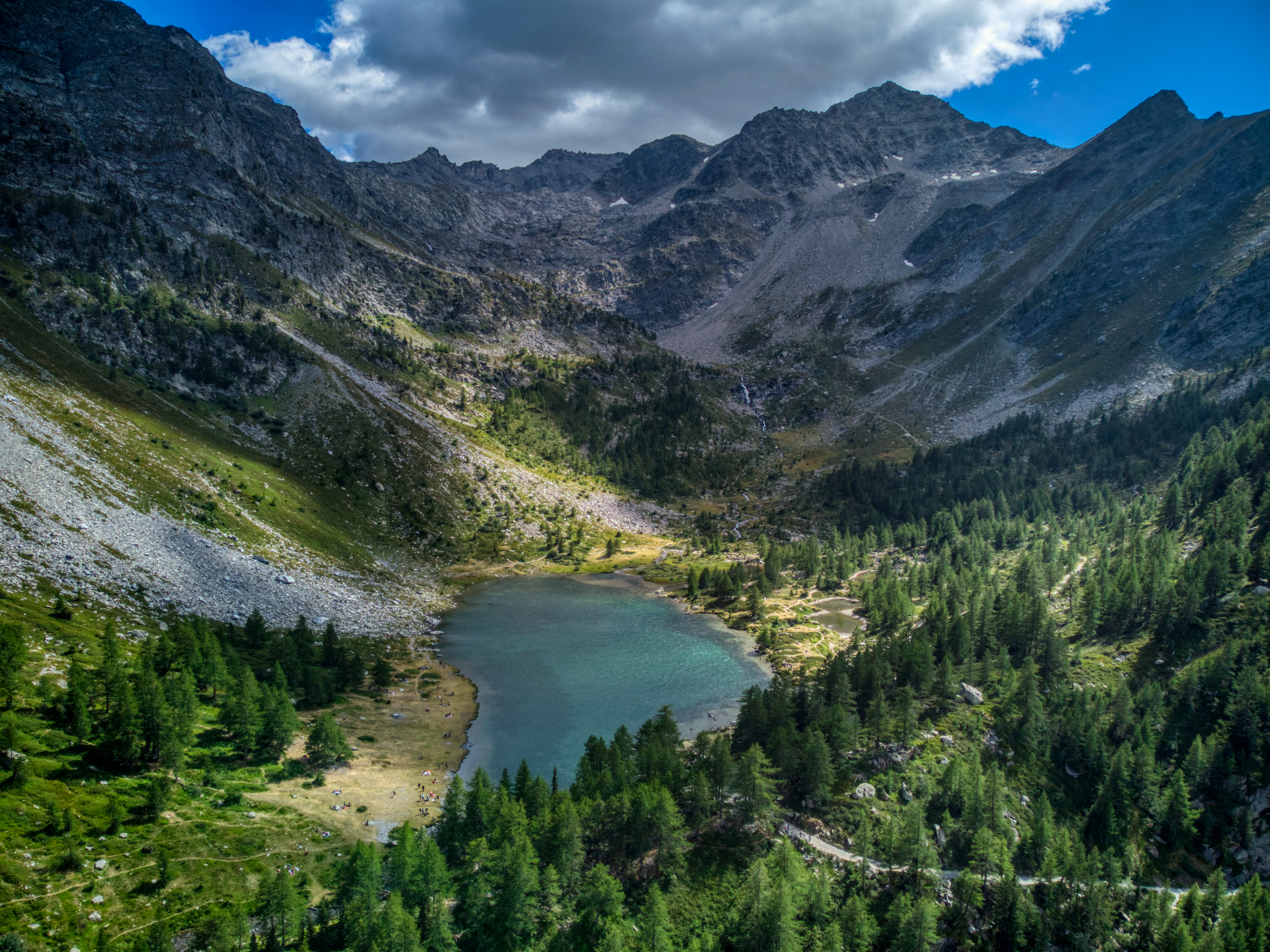
Il monte Colmet visato dal lago d'Arpy. La vetta nord è quella in secondo piano. La vetta principale (quella sud) è coperta dall'anticima.

La montagna si trova tra i comuni di La Thuile e Morgex.
È costituita di due vette collegate tra di loro da una sella. La vetta sud è stata recentemente interessata da un crollo e ha perso il primato di quota, che ora appartiene alla Cima Nord (3020 m).
Dalla Cima Nord si gode di un panorama più ampio sul massiccio del Monte Bianco e su vari altri gruppi alpini valdostani.

## Salita alla vetta
Si può salire sulla vetta partendo dal colle San Carlo. Dapprima di sale al lago d'Arpy; poi si superano i due salti rocciosi che conducono al lago di Pietra Rossa (o Lac de Pierre Rouge in francese - 2.559 m); infine si risale il versante nord-est della montagna fino a raggiungere la sella posta tra le due vette.
In Primavera 2025 la cima Sud è stata interessata da un importante crollo, già visibile dal colletto. Questo rende la cima estremamente instabile e irraggiungibile per la via normale, la salita è sconsigliata.